# Barichneumonites
Barichneumonites is een geslacht van insecten uit de orde vliesvleugeligen (Hymenoptera) en de familie Ichneumonidae.

## Soorten
- B. australasiae (Brulle, 1846)
- B. funebricolor Heinrich, 1934
- B. indicus (Rao, 1953)
- B. longicornis Heinrich, 1934
- B. ludibundus (Tosquinet, 1903)
- B. manduris Heinrich, 1934
- B. manilae (Ashmead, 1905)
- B. picinus (Tosquinet, 1903)
- B. properans (Tosquinet, 1903)
- B. scutilus (Tosquinet, 1903)
- B. sphaeriscutellatus Heinrich, 1934